# Siegfried Schnell
Siegfried Schnell (Zielenzig, 23 de janeiro de 1916 — Narva, 25 de fevereiro de 1944) foi um piloto de caça alemão da Luftwaffe e recebeu a Cruz de Cavaleiro da Cruz de Ferro com Folhas de Carvalho durante a Segunda Guerra Mundial. Voou um total de 248 surtidas, durante as quais alcançou um total de 93 vitórias aéreas (incluindo 87 na Frente Ocidental, das quais 12 eram bombardeiros quadrimotores).

## Carreira
Schnell nasceu em 23 de janeiro de 1916 em Zielenzig, na Província de Brandemburgo do Império Alemão. Um afiado piloto de planador, ele se juntou à Luftwaffe em 1936, e no início da guerra em 1939, ele era um Feldwebel servindo no 4. Staffel da Jagdgeschwader 2 "Richthofen", em homenagem ao ás dos caças da Primeira Guerra Mundial Manfred von Richthofen. Estacionado na fronteira oeste, ele viu muito pouca ação até que a campanha na França começou em maio de 1940. Ele obteve sua primeira vitória, um caça francês Bloch 152 em 14 de maio. Sua segunda vitória viria em 3 de junho sobre outro caça francês, sendo condecorado com a Cruz de Ferro de 2.ª classe exatamente uma semana depois.
Enfrentando os caças da RAF, Schnell daria um grande impulso à sua carreira durante a Batalha da Grã-Bretanha, na qual sua unidade combateu com bravura sobre o Canal da Mancha e os aeródromos inimigos. Nesse teatro, Schnell obteve a expressiva marca de 18 vitórias confirmadas. Sendo condecorado com a Cruz de Ferro de 1.ª classe em 14 de setembro, quando contava com 13 vitórias. Entre os meses de setembro e novembro, Schnell abateu seis Hurricanes e sete Spitfires. Seu sucesso foi tanto naquele outono que, no dia 1 de novembro de 1940, Schnell foi promovido à Leutnant e, oito dias depois, em 9 de novembro, foi condecorado com a Cruz de Cavaleiro da Cruz de Ferro (Ritterkreuz des Eisernen Kreuzes), após alcançar sua 20.ª vitória confirmada, um Hurricane ao sul da Ilha de Wight em 7 de novembro.

### Líder do esquadrão
O foco da guerra aérea mudou no ano seguinte para a Frente Oriental, no entanto Schnell permaneceu com o JG 2 defendendo o Ocidente. Entre os dias 21 de junho e 9 de julho de 1941, Schnell derrubou a quantia de vinte e seis aeronaves, sendo 24 Spitfires e 2 Blenheim. Em 1 de julho, ele foi nomeado Staffelkapitän (líder do esquadrão) do 9. Staffel do JG 2. Ele sucedeu o Oberleutnant Carl-Hans Röders, que foi morto em combate em 23 de junho. Em 3 de julho, o III. Gruppe mudou-se para St. Pol-Brias, onde permaneceria por mais de quatro meses. Naquele dia, Schnell reivindicou um caça Supermarine Spitfire abatido a leste de Gravelines, sua primeira vitória aérea como Staffelkapitän. No dia seguinte, ele foi creditado com mais quatro Spitfires abatidos.
Logo depois, ele abateu nove Spitfires em apenas dois dias (8 – 9 de julho) para alcançar sua 44.ª vitória e foi condecorado com a Cruz de Cavaleiro da Cruz de Ferro com Folhas de Carvalho (Ritterkreuz des Eisernen Kreuzes mit Eichenlaub), na época um dos melhores pilotos do JG 2. Ele continuou a pontuar de forma consistente enquanto a Força Aérea Real (RAF) montava ataques mais pesados contra a França e temporariamente detinha o comando do III. Gruppe de 9 de dezembro de 1941 a 28 de janeiro seguinte, enquanto o Gruppenkommandeur (comandante do grupo) Hans Assi Hahn estava de licença. Ele marcou sua 52.ª (?) vitória em 12 de fevereiro, enquanto sua unidade fornecia cobertura para os cruzadores de batalha da Kriegsmarine de volta aos seus portos na Alemanha. Durante a Batalha de Dieppe em 19 de agosto de 1942, ele abateu cinco Spitfires para alcançar sua 71.ª vitória. Schnell foi promovido a Hauptmann da reserva em 1 de fevereiro de 1943.

### Comandante do Grupo
Depois disso, sua taxa de pontuação diminuiu enquanto ele se concentrava mais na administração e no comando, e ele liderou sua unidade na mudança para o novo Focke-Wulf Fw 190—um caça muito robusto. Em uma ideia equivocada do Alto Comando de girar o caça entre as Frentes Ocidental e Oriental, o III. Gruppe da Jagdgeschwader 54 (JG 54) foi transferido da Rússia de volta para a Alemanha para a Defesa do Reich. Hauptmann Schnell recebeu o comando da unidade em 1 de maio de 1943 para treinar e liderar os pilotos na interceptação em alta altitude, em vez da briga de baixo nível a que estavam acostumados na Frente Oriental. Ele havia assumido o comando do Gruppe do Major Reinhard Seiler, que foi transferido. O comando de seu antigo 9. Staffel do JG 2 já havia sido passado para o Oberleutnant Josef Wurmheller em 1 de abril. Em 11 de janeiro de 1944, ele Em 11 de janeiro de 1944, ele abateu 3 bombardeiros B-17 para alcançar 90 vitórias.
Em 1 de fevereiro de 1944, ele recebeu o comando do IV. Gruppe do JG 54, com sede perto de Leningrado, e ele chegou em 11 de fevereiro. Ele substituiu o Hauptmann Rudolf Sinner. Como mencionado acima, as transferências de comando entre frentes eram raras, dadas as condições de combate marcadamente diferentes, e infelizmente Schnell não teve sorte de ser capaz de se adaptar com rapidez suficiente. Depois de menos de um mês e apenas 3 outras vitórias, ele foi baleado e morto em seu Messerschmitt Bf 109 G-6 (Werknummer 411 675—número de fábrica) sobre a ofensiva russa de Narva em 25 de fevereiro de 1944. Postumamente, ele era promovido a Major da reserva.

## Condecorações
- Cruz de Ferro (1939)
  - 2ª classe (10 de junho de 1940)[3]
  - 1ª classe (14 de setembro de 1940)[3]
- Cruz Germânica em Ouro (16 de julho de 1942) como Oberleutnant no 9./JG 52[16]
- Cruz de Cavaleiro da Cruz de Ferro (9 de novembro de 1940) como Leutnant e piloto no II./JG 2[17][Nota 2]
  - 18ª Folhas de Carvalho (9 de julho de 1941) como Leutnant e piloto no 9./JG 2[19][Nota 3]